# Southwestern Energy
Southwestern Energy er en amerikansk naturgasudvindings-virksomhed. Efterforskning og produktion er organiseret i Delaware og hovedkvarteret er i Spring, Texas.
Virksomheden begyndte som Arkansas Western Gas Company, der blev etableret som et datterselskab til Southern Union Gas Company i juli 1929.